# آلکس دا کید
الکساندر گرانت (به انگلیسی: Alexander Grant) ملقب به الکس دا کید، تهیه‌کننده موسیقی اهل بریتانیا است.